# Cyber-Sicherheits-Check
Der Leitfaden Cyber-Sicherheits-Check wurde vom deutschen Bundesamt für Sicherheit in der Informationstechnik, dem deutschen Berufsverband der IT-Revisoren, IT-Sicherheitsmanagern sowie den IT-Governance Beauftragten ISACA Germany Chapter e. V. entwickelt, um Cyber-Angriffen wirksamer zu begegnen. Ziel war es, IT-Revisoren und IT-Beratern eine praxisorientierte Vorgehensweise zur Beurteilung der Cyber-Sicherheit in Unternehmen und Behörden zur Verfügung zu stellen, die konkrete Vorgaben und Hinweise für die Durchführung des Cyber-Sicherheits-Checks und die Berichtserstellung enthält. Eine auf Praxiserfahrungen basierende Weiterentwicklung ist laut ISACA angestrebt.
Der Leitfaden Cyber-Sicherheits-Check erklärt in sieben Schritten, wie die Auftragserteilung, das Risikopotential, die Dokumentation, Vor-Ort-Beurteilung sowie die Nachbereitung und Berichterstattung erfolgen kann. Darüber hinaus wird auf die Bewertungsmethoden, das Bewertungsschema, die Maßnahmenziele zu bekannten Standards der Informationssicherheit (IT-Grundschutz, ISO 27001, COBIT, PCI DSS) und die Qualität der Durchführung eingegangen.
Der Cyber-Sicherheits-Check kann sowohl durch qualifiziertes, internes Personal als auch durch externe Dienstleister, die ihre Kompetenz zur Durchführung des Cyber-Sicherheits-Check durch eine Zertifizierung zum Cyber Security Practitioner nachgewiesen haben, durchgeführt werden.